# Вербовое (Одесская область)
Вербовое (укр. Вербове) — село, относится к Ананьевскому району Одесской области Украины.
Население по переписи 2001 года составляло 204 человека. Почтовый индекс — 66432. Телефонный код — 4863. Занимает площадь 1,02 км². Код КОАТУУ — 5120285603.

## Местный совет
66432, Одесская обл., Ананьевский р-н, с. Шимково